# Spongodes lutea
Spongodes lutea är en korallart som först beskrevs av Shann 1912.  Spongodes lutea ingår i släktet Spongodes och familjen Nephtheidae. Inga underarter finns listade i Catalogue of Life.